# Evripidis Bakirtzís
Evripidis Bakirtzis (en griego: Ευριπίδης Μπακιρτζής) (1895-1947) fue primer ministro de Grecia después de la liberación del país de la ocupación nazi durante la Segunda Guerra Mundial.
- Datos: Q707200